# Янонис, Юлюс
Ю́люс Яно́нис (лит. Julius Janonis, 5 апреля 1896, дер. Бержиняй, ныне Биржайского района Литвы — 30 мая 1917, Царское Село, ныне Пушкин) — литовский поэт и революционный деятель, основоположник литовской пролетарской революционной поэзии.

## Биография

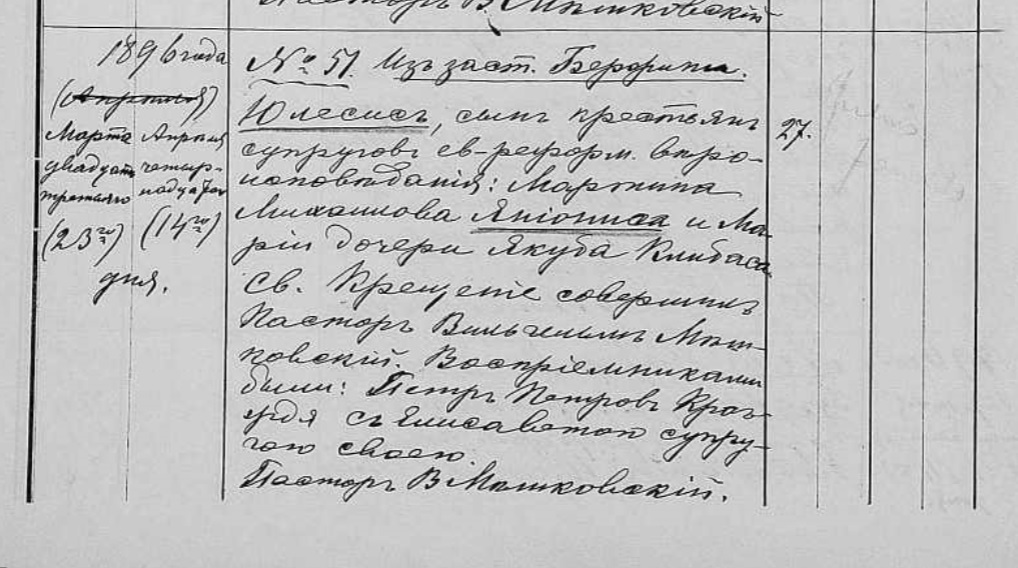
Копия записи о рождении и крещении Юлюса Янониса в метрической книге в биржайской евангелико-реформатской церкви

В 1906—1913 годах учился в Биржай в школе, затем в Шавельской мужской гимназии. В школьные годы записывал фольклорные тексты, посылал их в журнал „Aušrinė“ и Литовскому научному обществу. В 1910 году опубликовал первые стихотворения в журнале «Яунимас» („Jaunimas“; «Молодёжь»).
Увлёкся рабочим движением и в 1913 году вступил в марксистский кружок. Во время Первой мировой войны эвакуировался в Воронеж. С августа 1915 по январь 1916 учился в воронежской гимназии на Большой Дворянской (ныне проспект Революции).
В начале 1916 года переехал в Петроград, стал активным деятелем большевистской партии. В декабре 1916 года и феврале 1917 года подвергался арестам. Освобождённый после Февральской революции, стал секретарём литовского районного комитета Российской социал-демократической рабочей партии (большевиков), работал в редакции литовской большевистской газеты «Теса» (лит. „Tiesa“, «Правда») корректором. Был корреспондентом на 7-й (Апрельской) Всероссийской конференции РСДРП (б).
Тяжело заболев туберкулёзом, 30 мая 1917 года покончил с собой, бросившись под поезд.

## Творчество
Для стихотворений 1910—1913 годов характерны мотивы природы, а также социальной несправедливости, конфликта между мечтой и действительностью. Ощутимо влияние поэзии Майрониса.
В стихотворениях 1914—1917 годов Янонис стал основоположником литовской пролетарской поэзии и первый литовский поэт-урбанист. Идеи пролетарской борьбы наиболее полно воплощены в стихотворениях «Кузнец», «Армия труда», «Мозолистым рукам», «Рабочему» и других. Сборник «Стихи» вышел в 1918 году в Воронеже. Книга оказала влияние на формирование литовской революционной лирики.
Автор поэм, стихов для детей, фельетонов, рассказов, публицистики. Несколько стихотворений написал на русском языке. Использовал псевдонимы Kukutis, Vaidilos Ainis, Юлий Литвин и др. Стихи переведены на многие языки, в том числе и на русский язык, латышский, туркменский.
Переводил на литовский язык стихотворения А. С. Пушкина, А. В. Кольцова.

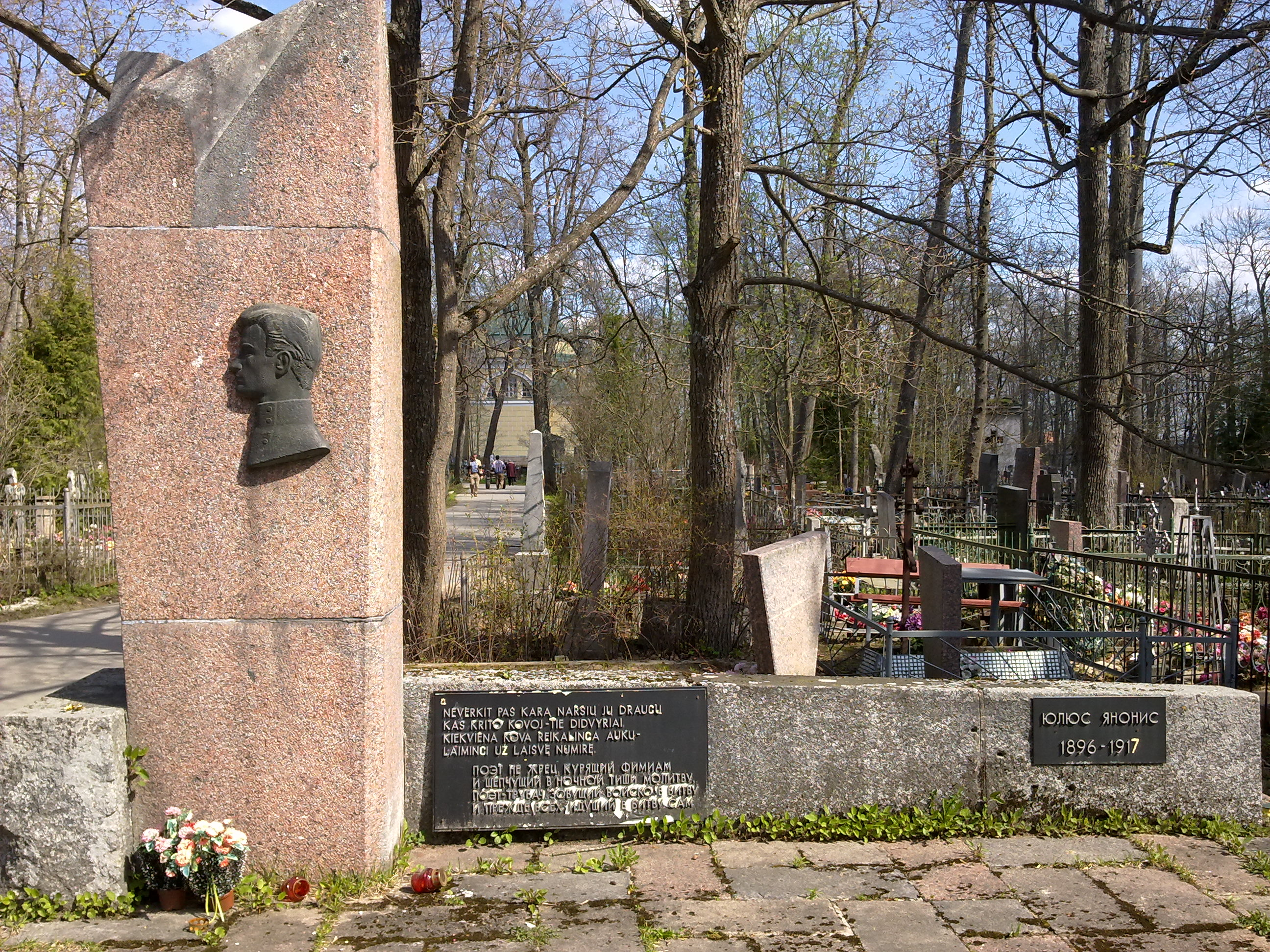
Могила на Казанском кладбище (город Пушкин)

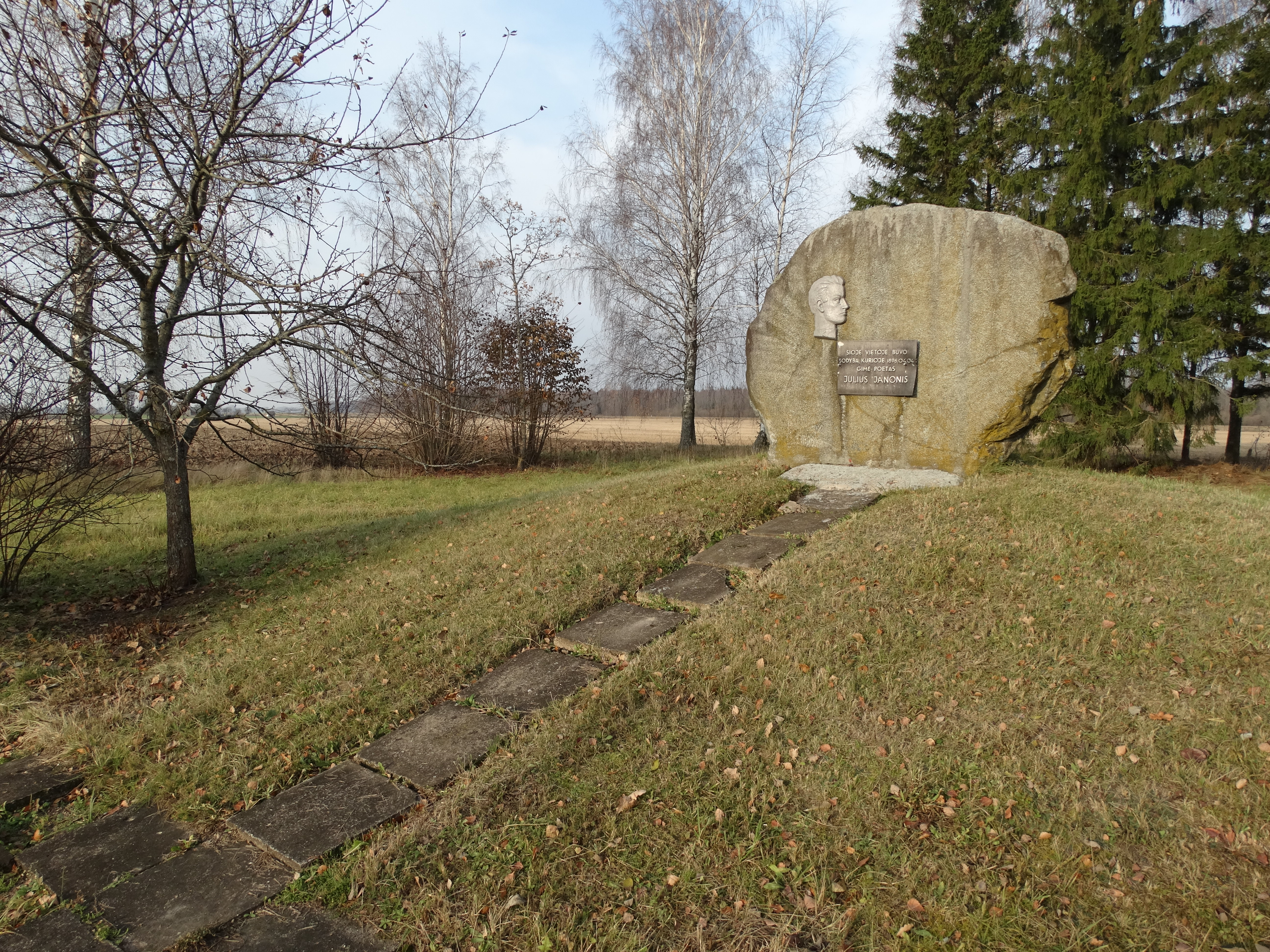
Камень в память Юлюса Янониса (Бяржиняй, Биржайский район, Литва)

## Память
- В Воронеже находится улица, названная в его честь, а также музей литовской культуры в школе № 73, названный именем Ю. Янониса. В 1985 году на здании бывшей гимназии, в которой учился Ю. Янонис, установлена мемориальная доска памяти поэта .
- В Шяуляе находятся мемориальный музей Янониса и гимназия  имени Ю. Янониса.
- В Биржай — памятник поэту (скульптор Константинас Богданас).
- В Литовской ССР имя было присвоено бумажной фабрике.
- В Пушкине, на месте захоронения на Казанском кладбище, сооружён мемориал — установлены две стелы: с барельефом и с использованными в качестве эпитафии первыми строфами стихотворений «Поэт»[3], написанной на русском языке, и «Ne verkitpas kapą...», написанной на литовском языке:

| «Поэт» (1915) | «Ne verkit pas kapą...» (1917)                                                                                                  | «Ne verkit pas kapą...» (1917)                                                                                                 |
| «Поэт» (1915) | Оригинал | Дословный перевод |
| --- | --- | --- |
| Поэт не жрец, курящий фимиам И шепчущий в ночной тиши молитву, Поэт — трубач, зовущий войско в битву, И прежде всех идущий в битву сам. | Ne verkit pas kapą narsiųjų draugų: Kas krito kovoj, tie didvyriai. Kiekviena kova reikalinga aukų — Laimingi už laisvę numirę. | Не плачьте у могилы храбрейших друзей: Кто пал в борьбе, те герои. Всякая борьба требует жертв — Счастливые за свободу умерев. |

## Издания
- Janonio raštai. Kaunas, 1921.
- Raštai. T. 1—2. Vilnius, 1957.
- Избранное. Москва, 1955.
- Поэт (Стихотворения и 14 интерпретаций литовских художников). Вильнюс, 1966.
- Песня борцов / Переводы В. Гордейчева и Е. Новичихина. — Воронеж: Центр.-Чернозёмное книжн. изд-во, 1981. 2-е изд: там же, 1986.

## Фильмография
- Юлюс Янонис, 1959 — роль исполнил Генрикас Кураускас.